# Bolitoglossa rufescens
Bolitoglossa rufescens es una especie de salamandra en la familia Plethodontidae. Habita en Belice, Guatemala, Honduras y México.
Su hábitat natural son bosques húmedos tropicales o subtropicales a baja altitud, los montanos húmedos tropicales o subtropicales y las plantaciones .
Está amenazada de extinción debido a la destrucción de su hábitat.